# Charlie Monk
Charlie Monk, właśc. Warren Edric Monk (ur. 5 lutego 1940 w Adelaide) – australijski żużlowiec.

## Życiorys
Czterokrotny finalista indywidualnych mistrzostw Wielkiej Brytanii (najlepszy wynik: 1965 – IX miejsce).
Reprezentant Australii i Wielkiej Brytanii na arenie międzynarodowej. Brązowy medalista drużynowych mistrzostw świata (Kempten 1965 – w barwach Wielkiej Brytanii). Uczestnik półfinału mistrzostw świata par (Manchester 1970 – IV miejsce). Wielokrotny uczestnik eliminacji indywidualnych mistrzostw świata (najlepszy wynik: Londyn 1965 – IX miejsce w finale brytyjskim).
W lidze brytyjskiej reprezentant klubów: Glasgow Tigers (1965–1967, 1969–1972), Sheffield Tigers (1968), Halifax Dukes (1973–1976), Edinburgh Monarchs (1977) oraz Barrow Bombers (1978).